# Львовский завод фрезерных станков
Львовский завод фрезерных станков (укр. Львівський завод фрезерних верстатів) — промышленное предприятие станкостроительной и инструментальной промышленности, расположенное во Львове.

## История

### 1944—1991
Предприятие было создано в 1944 году как ремонтно-механический завод и в 1961 году преобразовано в завод фрезерных станков.
В 1962 году для детей работников завода был построен детский сад
К началу 1980-х годов завод являлся единственным предприятием в СССР, производившим гравировальные копировально-фрезерные станки и копировально-фрезерные станки с пантографами.
В начале 1980-х годов основной продукцией завода являлись вертикально-фрезерные станки с числовым программным управлением (в том числе многооперационные с автоматической сменой инструмента), копировальные вертикально-фрезерные станки и иные специализированные станки различного назначения.

### После 1991
После провозглашения независимости Украины государственный завод был преобразован в открытое акционерное общество.
В 1996 году в связи с сокращением рынка сбыта на продукцию станкостроения завод освоил выпуск сельскохозяйственных машин и сельхозинструмента.
В 2004 году завод выпускал фрезерные консольные станки, обрабатывающие центры для металлообработки, деревообрабатывающие станки, сельхозмашины и сельхозинструмент, а также занимался модернизацией выпускаемых станков с использованием импортных компонентов (выпускаемые заводом станки оснащали системами ЧПУ производства японской фирмы "Mitsubishi", а при модернизации станков моделей ЛТ260Ф3 и ЛТ260МФ3 в приводе их подач применяли шарико-винтовые пары и серводвигатели с датчиками обратной связи также производства фирмы "Mitsubishi").
В 2006 году завод освоил выпуск новых видов сельскохозяйственных машин для внутреннего рынка страны (комбинаторов ЛК-2, ЛК-4 и ЛК-6, а также полунавесного комбинатора ЛКП-4,4)
К концу 2007 года основной продукцией завода стали гидрораспределители для автомобильных кранов (которые составляли 60 % от всей продукции предприятия), станков завод выпускал не более полутора десятков в год, причём бо́льшую часть этого объёма составляли недорогие гравировально-копировальные станки стоимостью 13–15 тыс. гривен. 2007 год завод завершил с убытками в размере 116,3 тыс. гривен.
Начавшийся в 2008 году экономический кризис осложнил положение предприятия, в январе - ноябре 2008 года завод произвёл продукции на сумму 7,44 млн. гривен, однако в связи с сокращением спроса в конце 2008 года завод был вынужден приостановить производство.